# Diana Sands
Pour les articles homonymes, voir Sands.

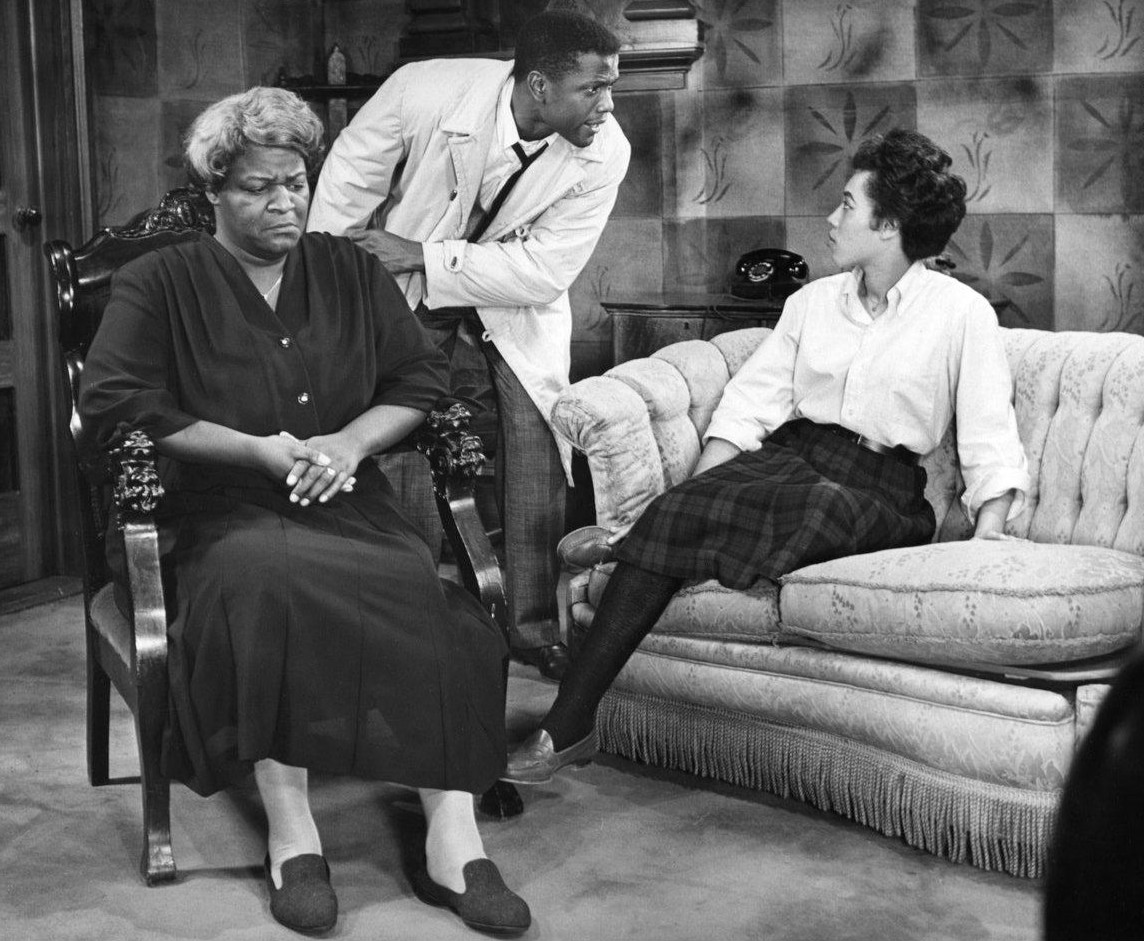
De g. à d. : Claudia McNeil, Sidney Poitier et Diana Sands, dans la pièce Un raisin au soleil (Broadway, 1959)

Diana Patricia Sands est une actrice américaine, née le 22 août 1934 à New York (État de New York), ville où elle est morte le 21 septembre 1973, elle est connue pour avoir été la première Afro-Américaine à briser les frontières raciales de la scène de Broadway en tenant des rôles principaux après la dramaturge afro-américaine Alice Childress.

## Biographie

### Jeunesse et formation
Diana Sands est la fille de Rudolph Thomas, un menuisier, et de Shirley Sands, une modiste. Pendant qu'elle suit ses études secondaires à la High School of Performing Arts (en) de Manhattan, elle se fait connaitre en jouant dans une pièce de George Bernard Shaw : Major Barbara. Elle achève ses études secondaires en 1953 pour commencer sa carrière d'actrice professionnelle,.

### Carrière
Au théâtre, Diana Sands débute dans le  Off- Broadway (New York) en jouant dans diverses pièces de théâtre comme The World of Sholem Aleichem, An Evening with Will Shakespeare, Land Beyond the River et  The Egg and I,,.
Son véritable début à Broadway commence avec la pièce A Raisin in the Sun de Lorraine Hansberry où elle tient le rôle de Beneatha Younger aux côtés de Sidney Poitier, Ruby Dee, Louis Gossett, Ivan Dixon, Claudia McNeil, la pièce est un succès, de mars 1959 à juin 1960, il y aura 530 représentations données au Théâtre Ethel Barrymore,.
En 1961, elle joue dans la pièce de théâtre Another Evening with Harry Stoones où elle joue aux côtés de Barbara Streisand,.
En 1962, elle est de retour sur scène dans la pièce Tiger, Tiger Burning Bright de Peter Feibleman (en). À cette époque, elle est membre du Pantomime Art Theatre Repertory Group et des Compass Players (en) afin de développer et de diversifier son jeu.
Suivent diverses pièces à Broadway jusqu'en 1969, dont Sainte Jeanne de George Bernard Shaw (1968, avec Philip Bosco et Earle Hyman), où elle tient le rôle-titre, ainsi que La guerre de Troie n'aura pas lieu de Jean Giraudoux (1968, avec Philip Bosco et Aline MacMahon).
Au cinéma, elle contribue à treize films américains (ou en coproduction), le premier — dans un petit rôle non crédité — étant Le Trésor des Caraïbes d'Edward Ludwig (avec John Payne et Arlene Dahl), sorti en 1952.
Son premier film notable est Un raisin au soleil de Daniel Petrie (1961), reprise de la pièce éponyme précitée, où Sidney Poitier, Claudia McNeil, Ruby Dee et elle reprennent leurs rôles respectifs créés à Broadway.
En 1964, elle est acceptée à l'Actors Studio à la suite de quoi elle joue dans une production de l'Actors Studio, Blues for Mister Charlie (en) une pièce de James Baldwin, une pièce montrant la fracture raciale à la suite de l'assassinat de Martin Luther King, exposant une communauté afro-américaine perdue oscillant entre le pardon et la vengeance violente, Diana Sands tient le rôle de Juanita,,,.
Du 18 novembre 1964 au 27 novembre 1965, elle donne 427 représentations de la pièce de Bill Manhoff (en), The Owl and the Pussycat, à l'American National Theater and Academy (en) (ANTA) où elle donne la réplique à d'Alan Alda,. Sa performance lui vaudra une nomination pour un Tony Award.
Ultérieurement, suivent Ensign Pulver de Joshua Logan (1964, avec Robert Walker Jr. et Burl Ives) et Le Propriétaire d'Hal Ashby (1970, avec Beau Bridges et Lee Grant).
Ses deux derniers films sortent en 1974, année suivant sa mort prématurée (en 1973, à 39 ans), d'un cancer.
Pour la télévision, outre deux téléfilms, Diana Sands apparaît dans onze séries américaines jusqu'en 1971, la première étant Au-delà du réel (un épisode, 1964) puis suivent notamment Le Jeune Docteur Kildare (quatre épisodes, 1966) et Le Fugitif (un épisode, 1967).

### Vie privée
Le 4 août 1964 elle épouse Lucien Happersberger, un artiste suisse amant bisexuel de James Baldwin, le couple divorce en 1970,,.
Diana Sands décède prématurément le 21 septembre 1973 au Memorial Sloan Kettering Cancer Center des suites d'un Léiomyosarcome.
Diana Sands repose au Ferncliff Cemetery de Hartsdale dans le Comté de Westchester (état de New York).

## Théâtre à Broadway (intégrale)
- 1959-1960 : Un raisin au soleil (A Raisin in the Sun) de Lorraine Hansberry : Beneatha Younger
- 1962-1963 : Tiger, Tiger Burning Bright de Peter S. Feibleman, mise en scène de Joshua Logan, décors d'Oliver Smith, costumes de Lucinda Ballard : Adélaïde Smith
- 1964 : Blues for Mister Charlie (en) de James Baldwin, mise en scène de Burgess Meredith : Juanita
- 1964-1965 : The Owl and the Pussycat de Bill Manhoff : Doris W.
- 1968 : Sainte Jeanne (Saint Joan) de George Bernard Shaw, mise en scène de John Hirsch : Jeanne
- 1968 : La guerre de Troie n'aura pas lieu (Tiger at the Gates) de Jean Giraudoux, adaptation de Christopher Fry, mise en scène d'Anthony Quayle : Cassandre
- 1968 : We Bombed in New Haven de Joseph Heller, mise en scène de John Hirsch : Ruth
- 1969 : The Gingham Dog de Lanford Wilson, mise en scène d'Alan Schneider : Gloria

## Filmographie partielle

### Cinéma
- 1952 : Le Trésor des Caraïbes (Caribbean) d'Edward Ludwig : une indigène
- 1957 : Four Boys and a Gun de William Berke
- 1957 : Un homme dans la foule (A Face in the Crowd) d'Elia Kazan : une sans abri
- 1959 : Le Coup de l'escalier (Odds Against Tomorrow) de Robert Wise : une hôtesse du club
- 1961 : Un raisin au soleil (A Raisin in the Sun) de Daniel Petrie : Beneatha Younger
- 1963 : An Affair of the Skin (en) de Ben Maddow : Janice
- 1964 : Ensign Pulver de Joshua Logan : Mila
- 1970 : Le Propriétaire (The Landlord) d'Hal Ashby : Fanny Johnson
- 1971 : Femmes de médecins (Doctors' Wives) de George Schaefer : Helen Straughn
- 1972 : Georgia, Georgia de Stig Björkman (film américano-suédois) : Georgia Martin
- 1974 : Willie Dynamite (en) de Gilbert Moses : Cora
- 1974 : Honeybaby, Honeybaby (en) de Michael Schultz : Laura Lewis

### Télévision
(séries, sauf mention contraire)
- 1963-1964 : East Side/West Side, saison unique, épisode 7 Who Do You Kill? (1963 - Ruth Goodwin) de Tom Gries et épisode 17 It's War, Man (1964 - Jane Foster) de Daniel Petrie
- 1964 : Au-delà du réel (The Outer Limits), saison 1, épisode 15 Opération survie (The Mice) d'Alan Crosland : Dr Julia Harrison
- 1966 : Le Jeune Docteur Kildare (Dr. Kildare), saison 5, épisode 38 A Cry from the Street de Corey Allen, épisode 39 Gratitude Won't Pay the Bills de Corey Allen, épisode 40 Adrift in a Sea of Confusion de Corey Allen et épisode 41 These Hands That Heal de Corey Allen : Irène Rush
- 1966 : Les Espions (I Spy), saison 1, épisode 19 Cuisine à la turque (Turkish Delight) de Paul Wendkos : Dr Rachel Albert
- 1967 : Le Fugitif (The Fugitive), saison 4, épisode 26 Dossier d'un diplomate (Dossier on a Diplomat) de Gerald Mayer : Davala Unawa
- 1972 : The Living End, téléfilm de Peter Baldwin : Nancy Newman